# Slobozia-Măgura, Sîngerei
Slobozia Măgura este un sat din cadrul comunei Bursuceni din raionul Sîngerei, Republica Moldova.
Localitatea este situată la altitudinea de 114 metri față de nivelul mării. Satul are o suprafață de aproximativ 0,98 kilometri pătrați, cu un perimetru de 4,90 km. Distanța directă până la orașul Sîngerei este de 25 km. Distanța directă până la orașul Chișinău este de 110 km. Satul este situat pe valea dintre dealurile ce poartă denumirea de Chetris, Soci și dealul Lisac. Satul este traversat de râul Ciulucul Mic ce are scurgere indirectă în râul Nistru.

## Istoric
Trecutul istoric al satului este puțin cunoscut în rândul localnicilor, se știe doar că a purtat mai multe denumiri cum ar fi ,,Brădeni" și ,,La Ulmi", actuala denumire a satului Slobozia Măgura – este derivatul direct de la numele dealului Movila Măgura ce se află în partea de nord vest a satului la aproximativ 10 km și este clasificat ca monument peisagistic. De-a lungul anilor teritoriul satului s-a modificat, la începutul anilor ′90 s-au construit mai multe case în partea stângă a râulețului Ciulucul mic. În anul 1997, populația satului a fost estimată la 627 de cetățeni.

## Populație
Conform datelor recensământului din anul 2004, populația satului constituie 433 de oameni, 50.35% fiind bărbați, iar 49.65% femei. Structura etnică a populației arată astfel: 99.77% - moldoveni/români, 0.00% - ucraineni, 0.23% - ruși. Pe teritoriului satului Slobozia Măgura activează un gimnaziu și o grădiniță de copii.

## Natura adiacentă localității

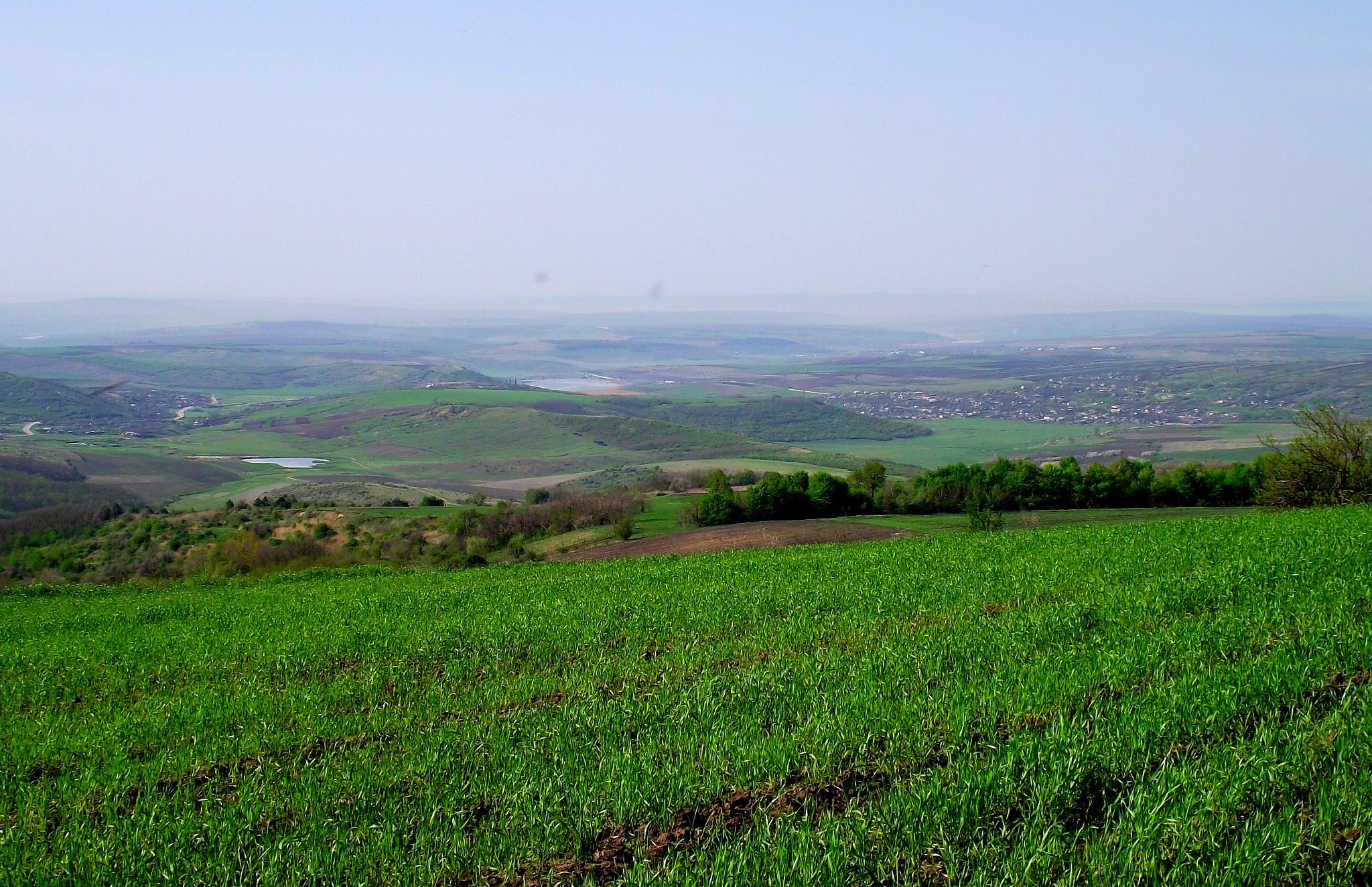
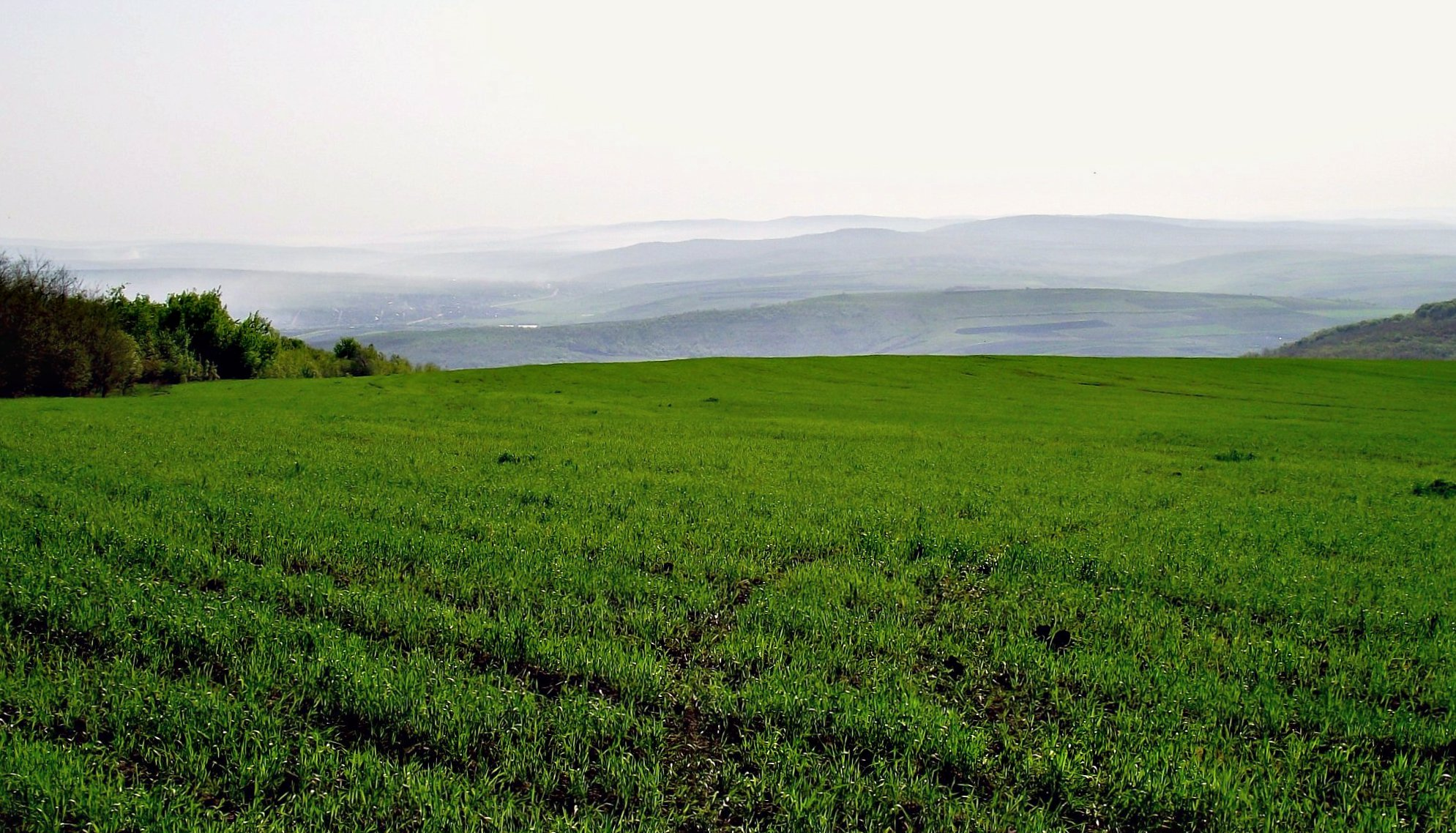
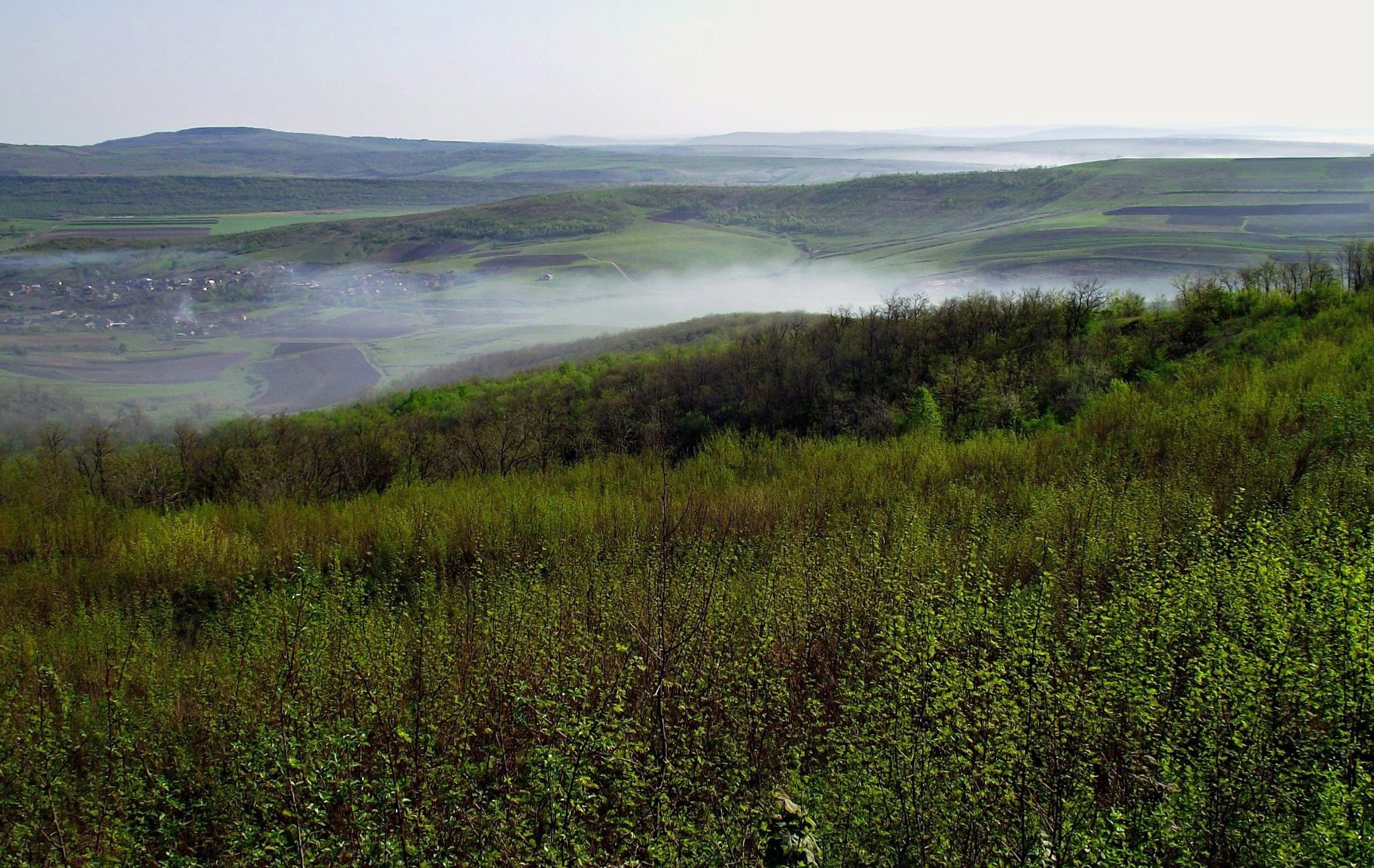
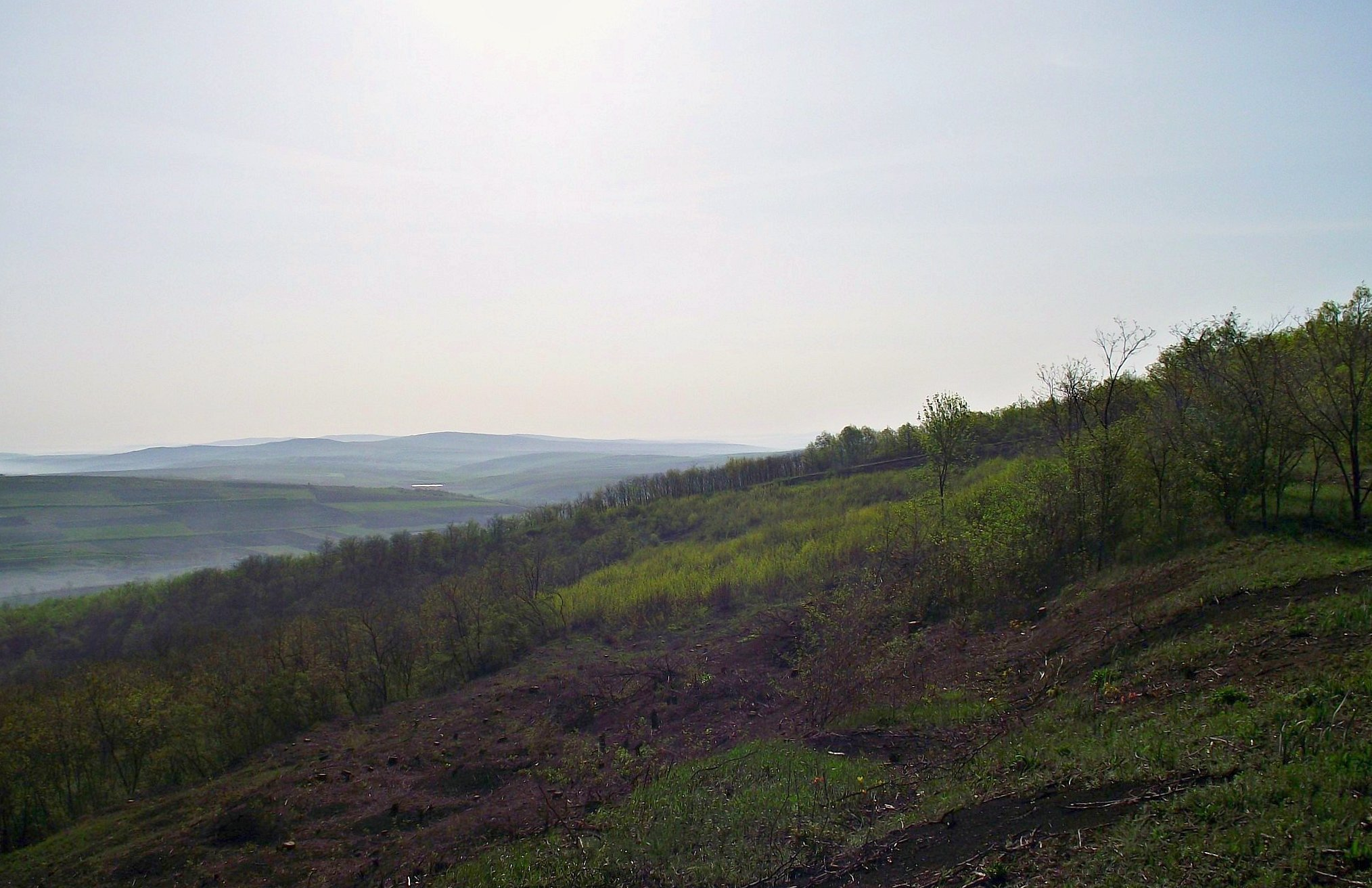